# Дэвис, Родни
Родни Ли Дэвис (англ. Rodney Lee Davis; род. 5 января 1970, Де-Мойн, Айова) — американский политик-республиканец, член Палаты представителей Соединенных Штатов от 13-го избирательного округа Иллинойса (2013—2023).

## Биография
В 1992 году окончил Университет Милликина по специальности «Политология».
С 1992 по 1996 год он работал в аппарате секретаря штата Иллинойс. В 1996 году — кандидат в члены Палаты представителей штата. Дэвис был помощником конгрессмена Джона Шимкуса. В 2000 году баллотировался на должность мэра своего родного города Тейлорвилля.
Женат, имеет троих детей.